# Amanda Labarca

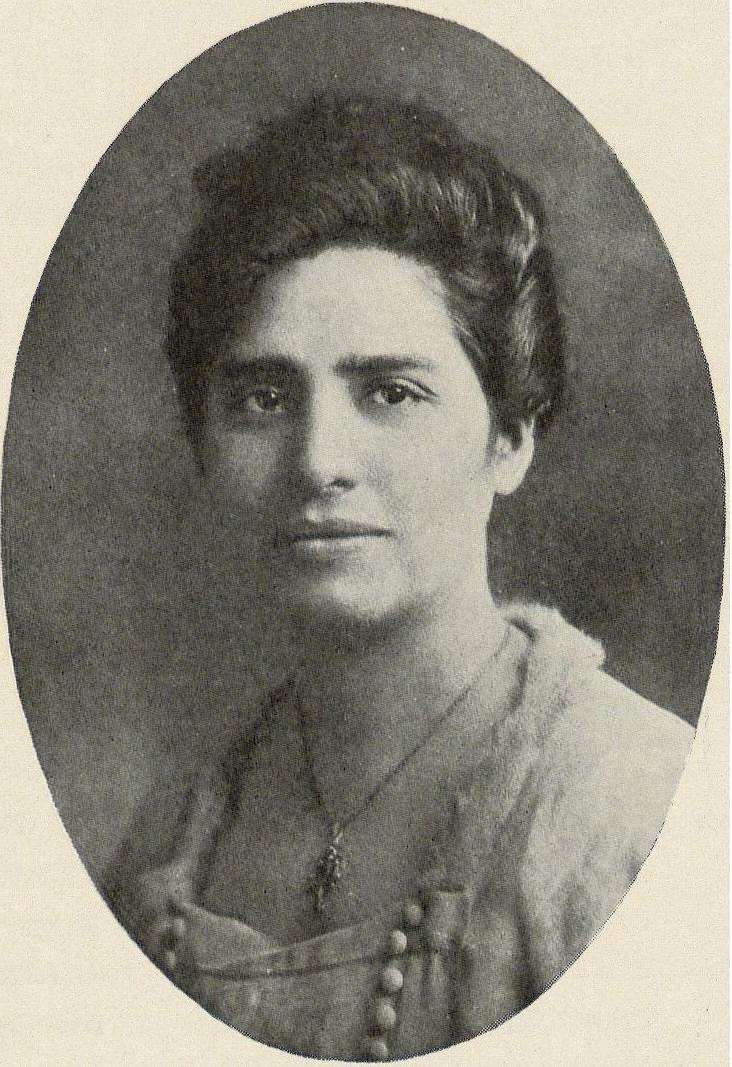
Amanda Labarca

Amanda Labarca Hubertson (phát âm tiếng Tây Ban Nha: [aˈmanða laˈβaɾka]; nhũ danh Pinto Sepúlveda, 1886–1975) là một nhà ngoại giao, nhà giáo dục, nhà văn và nhà nữ quyền người Chile. Công việc của bà chủ yếu hướng đến việc cải thiện tình trạng của phụ nữ Mỹ Latinh và quyền bầu cử của phụ nữ ở Chile. Bà sinh ra ở Santiago, Chile vào ngày 5 tháng 12 năm 1886 và qua đời vào ngày 2 tháng 1 năm 1975. Cha mẹ của Labarca là Onofre Pinto Perez de Arce và Sabina Sepulveda. Bà đã lấy hai họ của chồng mình là Labarca Hubertson sau khi bà kết hôn với Guillermo Labarca Hubertson trong một chuyến đi đến Hoa Kỳ, dù gia đình bà phản đối chuyện này.

## Học vấn
Nền giáo dục ban đầu mà bà nhận được là tại một trường học trên đường San Isidro, ở Santiago, và sau đó bà tiếp tục học tại Isabel Le Brun de Pinochet Lyceum. Bà tốt nghiệp Cử nhân ngành Nhân văn vào năm 1902. Vào năm 1905, bà tốt nghiệp với tư cách là giáo viên công lập chuyên ngành Castilian, tốt nghiệp Viện Sư phạm của Đại học Chile.
Vào năm 1910, bà đi cùng chồng sang Hoa Kỳ để tiếp tục học tại Đại học Columbia, và vào năm 1912 học chuyên ngành giáo dục tại Đại học Sorbonne ở Pháp.

## Sự nghiệp
Bà gia nhập Đảng Radical với tư cách là một chiến sĩ. Vào năm 1922, bà trình bày một dự án cải thiện các quyền dân sự, chính trị và pháp lý của phụ nữ, vốn bị hạn chế trong Bộ luật dân sự của Chile (một cuộc đấu tranh sẽ tiếp tục cho đến cuối thế kỷ).